# Callixena subterminalis
Callixena subterminalis är en fjärilsart som beskrevs av Embrik Strand 1916. Callixena subterminalis ingår i släktet Callixena och familjen nattflyn. Inga underarter finns listade i Catalogue of Life.